# ریشه‌انگشتی مکسول
ریشه‌انگشتی مکسول (نام علمی: Boesenbergia maxwellii) نام یک گونه از سرده ریشه‌انگشتی‌ها از تیره زنجبیلیان است.
رویشگاه بومی آن در هندوچین، از میانمار تا لائوس است.

## شرح
ریشه‌انگشتی مکسول گیاهی است که تا طول ۱٫۵ متر رشد می‌کند. زمین‌ساقه آن کوچک و تقریباً کروی با قطر ۱۰–۲۰ میلی‌متر با ریشه‌های استوانه‌ای متعدد است. برگ‌های آن ساده و متناوب است، به ابعاد ۳۰۰–۵۰۰ در ۱۵۰–۲۵۰ میلی‌متر. سنبله‌های گل آن به‌طور مستقیم از زمین‌ساقه (ریزوم) پدید می‌آید. گل‌های آن انفرادی به شکل شاخ، به طول ۱۵۰ میلی‌مترند. گل‌ها با رنگ سفید روشن و به رنگ صورتی تیره و بنفش و گاه با پایه نارنجی هستند. گلدهی آن (در تایلند) در ژوئن تا اوت است.